# Gare de Hirohata
La gare de Hirohata (広畑駅, Hirohata-eki) est une gare ferroviaire localisée dans la ville d'Himeji, dans la préfecture de Hyōgo au Japon. La gare est exploitée par la compagnie Sanyo Electric Railway, sur la ligne Aboshi. Le numéro de la gare est SY 53.

## Situation ferroviaire
Établie à 3 mètres d'altitude, la gare de Hirohata est située au point kilométrique (PK) 4.7 de la ligne Sanyō Aboshi.

## Histoire
C'est le 23 décembre 1940 que la gare est inaugurée.
En 2013, la fréquentation journalière de la gare était de 805 personnes.
| 2010 | 2011 | 2012 | 2013 |
| 814  | 799  | 784  | 805  |

## Service des voyageurs

### Accueil
La gare est une halte sans service et sans personnel.

### Desserte
La gare de Hirohata est une gare disposant de deux quais et de deux voies.
| N° de voie      | Ligne  | Direction                |
| --------------- | ------ | ------------------------ |
| Côté local gare | Aboshi | Aboshi                   |
| Côté opposé     | Aboshi | Shikama - Himeji - Osaka |

Installations et desserte
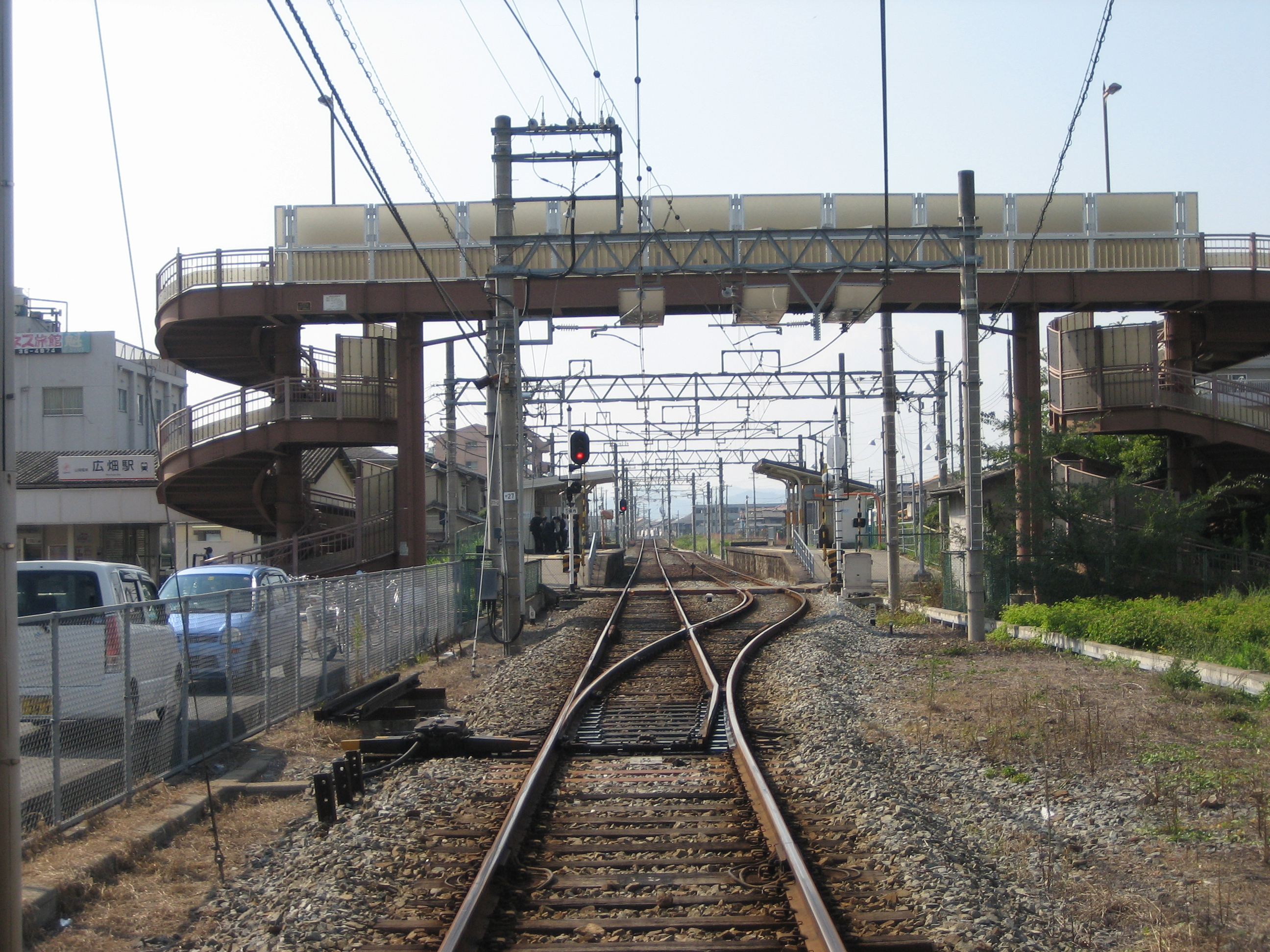
Vue sur les voies et quais.
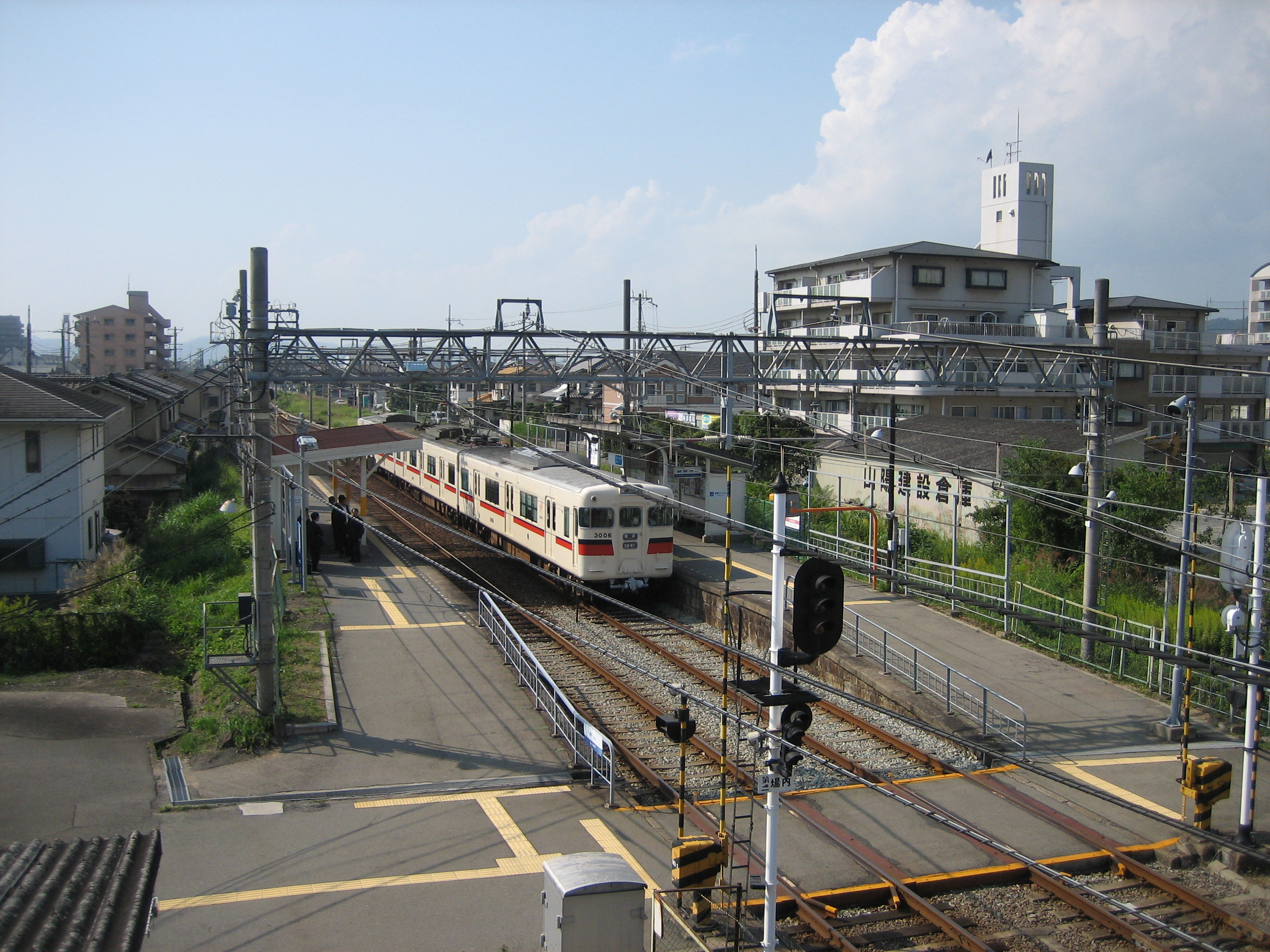
Vue sur les voies et quais.
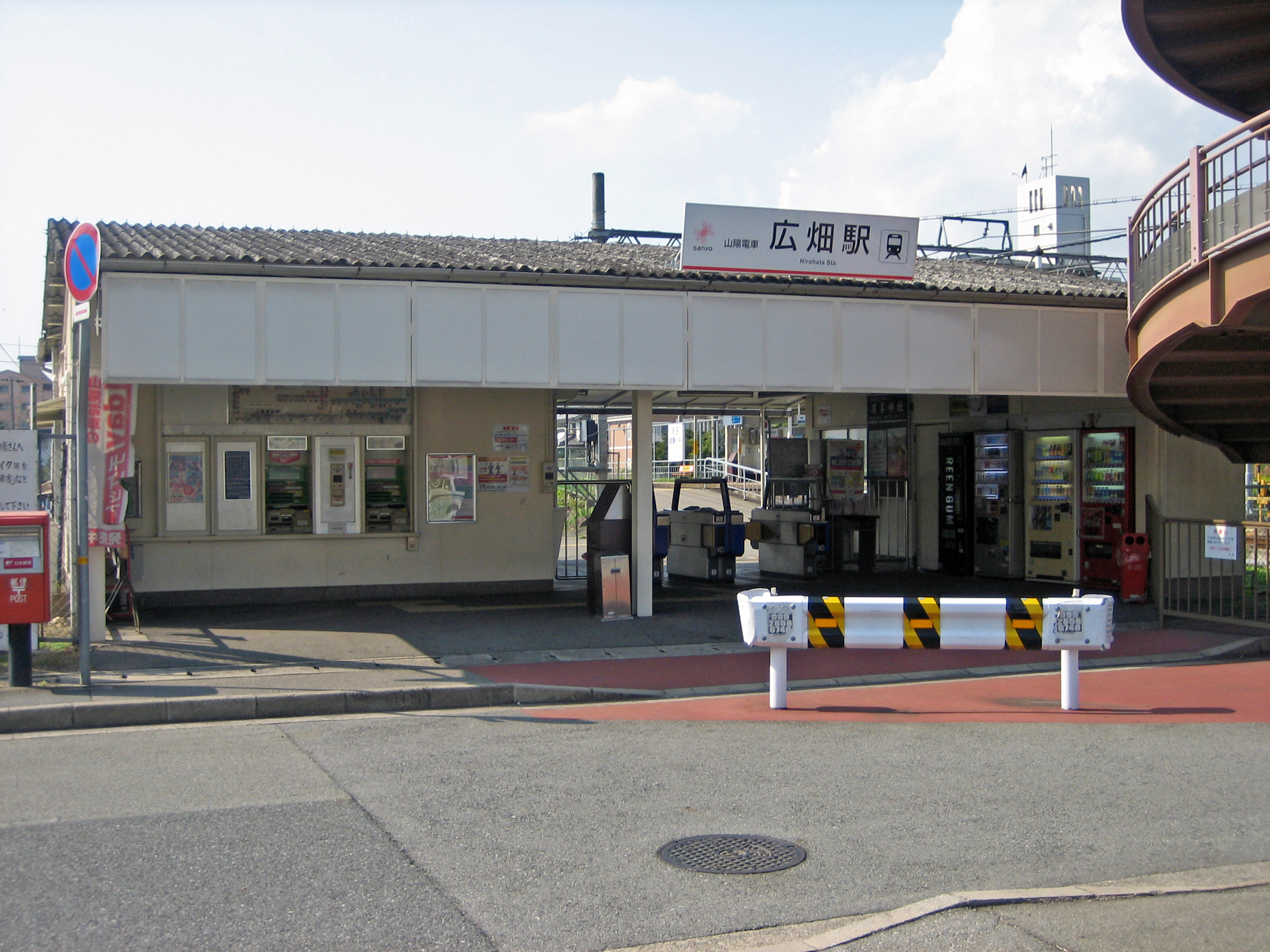
Local d'entrée.

### Site d’intérêt
- La section Hirohata de la bibliothèque municipale d'Himeji